# 鳞状猎蛛
鳞状猎蛛（学名：Evarcha bulbosa）为跳蛛科猎蛛属的动物。分布于越南以及中国大陆的湖南、广西等地。该物种的模式产地在越南。